# Теория экологических систем
Теория экологических систем — теория, предложенная Ури Бронфенбреннером для описания и изучения «экологии» детского развития. Само понятие «экологии» восходит к понятию «экологической валидности» (ecological validity) и работам в области психологической теории поля, инициированных в 1920-е годы исследовательской группой Курта Левина. Другим важным источником, повлиявшим на создание теории, была, по признанию автора этой теории, работа Льва Выготского по развитию ребёнка в его культурном контексте.
Согласно теории экологических систем Бронфенбреннера «психологическая экология» человека рассматривается как совокупность таких иерархических подсистем как микросистема семьи, детского сада, школы и т. п., мезосистема локальной среды общения и проживания (включающая в себя несколько микросистем нижнего уровня), экзосистема крупных социальных организаций, не оказывающая непосредственного влияния на развитие ребёнка и макросистема, формируемая совокупностью социо-экономических факторов, национальных обычаев и культурных ценностей (иерархическая система экологических подсистем часто изображается в виде четырёх концентрических кругов). Позднее к четырём основным была добавлена пятая подсистема — хроносистема, учитывавшая историческое развитие экологии первых четырёх уровней.
Наиболее близки к теории экологических систем Бронфенбреннера теории психологии окружающей среды (Environmental Psychology), созданной бывшим аспирантом Курта Левина Роджером Бейкером (Roger Baker) и экологическая психология (Ecological Psychology) Джеймса Гибсона (J.J. Gibson). Очевидна также перекличка этих теорий с работой по «экологии сознания» (ecology of mind) Грегори Бейтсона (Gregory Bateson) и разработками общей теории систем Людвига фон Берталанфи (Ludwig von Bertalanffy).